# Ⲫ
Cette page contient des caractères spéciaux ou non latins. S’ils s’affichent mal (▯, ?, etc.), consultez la page d’aide Unicode.
Ne doit pas être confondu avec la lettre grecque Phi, la lettre cyrillique Ef ou la lettre latine Phi.
Ⲫ (minuscule : ⲫ), appelé phi ou fi, est une lettre de l’alphabet copte utilisée dans l’écriture du copte, de l’ancien nubien et du nobiin.

## Représentations informatiques
Le phi a été représenté avec les mêmes caractères que le phi grec jusqu’à la publication d’Unicode 4.1 en mars 2005, à partir de laquelle il est représenté avec des caractères qui lui sont propres. Il peut donc être représenté à l’aide des caractères (Grec et copte, Copte) suivants, :
| lettres   | représentations | chaînes de caractères | points de code | descriptions                 | note               |
| --------- | --------------- | --------------------- | -------------- | ---------------------------- | ------------------ |
| majuscule | Φ               | Φ                     | U+03A6         | lettre majuscule grecque phi | avant Unicode 4.1  |
| minuscule | φ               | φ                     | U+03C6         | lettre minuscule grecque phi | avant Unicode 4.1  |
| majuscule | Ⲫ               | Ⲫ                     | U+2CAA         | lettre majuscule copte fi    | depuis Unicode 4.1 |
| minuscule | ⲫ               | ⲫ                     | U+2CAB         | lettre minuscule copte fi    | depuis Unicode 4.1 |